# Nomioides pusillus
Nomioides pusillus är en biart som beskrevs av Blüthgen 1925. Nomioides pusillus ingår i släktet Nomioides och familjen vägbin. Inga underarter finns listade i Catalogue of Life.